# Шавініган
Шавініган (фр. Shawinigan) — місто у провінції Квебек (Канада), розташоване у адміністративному регіоні Морісі.

## Історія
У 1651 році священик на ім'я Бюто став першим європейцем, який дістався вгору по річці Сен-Моріс до першого з великих водоспадів. Після цього місіонери, які подорожували у верхів'я Сен-Моріса, завели звичай робити привал в цих місцях. Сам Бюто у 1652 році був убитий ірокезами.
До заснування селища Шавініган місцеве населення займалося в основному вирубкою дерев та землеробством.
У кінці 1890-х років селище Шавініган привернуло увагу багатьох підприємців через свого зручного географічного положення: водоспади мали потенціал використання як джерело електроенергії у разі спорудження гідроелектростанцій.
У 1902 році селищу присвоєно статус міста. Побудована гідроелектростанція сприяла швидкому економічному розвитку міста, тому воно займав у той час перші місця в рейтингах Канади: у 1901 році тут вперше було розпочато виробництво алюмінію, у 1908 — карборунда, у 1932 — целофанових гранул. Також Шавініган став одним з перших канадських міст з електричним вуличним освітленням.
З 1990-х рр. міська влада почала розвивати індустрію готелів та розваг, яка стала приносити місту прибуток. Найбільш помітною туристичною пам'яткою є відкритий в 1997 році тематичний парк «Місто енергії» з мультимедійними шоу, заснований в приміщеннях колишньої електростанції, з вежею огляду заввишки 115 м.
У 1998 та 2002 році в склад міста Шавініган було включено кілька прилеглих муніципалітетів.

## Демографія
На початку 20 ст. у місті була велика англомовна громада, яка становила понад 30 % його населення. При цьому англомовні та франкомовні (останні займали в місті привілейоване становище) жили зазвичай в різних районах.
Починаючи з часів Великої депресії і до 1980-х рр. місто перебувало в затяжній економічній кризі. Його англомовне населення скоротилося до мінімуму.
За даними перепису 2011 року населення Шавінігану нарахувала 50,060 мешканців, що відповідає щільності населення 68,2 особи на км². 98,0 % населення вказали французьку мову як рідну, частка англійської мови становила 0,9 %. Двомовних (французьку та англійську мови) вказали 0,4 %, інші мови вказали 0,7 % населення міста.
У 2001 році 96,1 % населення були римо-католи, 0,8 % протестанти та 2,4 % атеїсти.
| 1996   | 2001   | 2006   | 2011   |
| ------ | ------ | ------ | ------ |
| 18 943 | 17 535 | 51 904 | 50 060 |

## Відомі особи
- Жан Кретьєн — прем'єр-міністр Канади;
- Мартін Желіна — канадський хокеїст, лівий нападник;
- Луїза Форестьє — співачка, автор пісень та акторка.
- Мікаель Бурніваль — канадський хокеїст, лівий нападник;

## Спорт
У місті базується хокейний клуб «Шавініґан Катарактес», який виступає у Головній юніорській хокейній лізі Квебеку. Команда проводить свої домашні матчі на арені «Центр Біонест де Шавініґан», котра вміщує 4 350 глядачів.

## Галерея

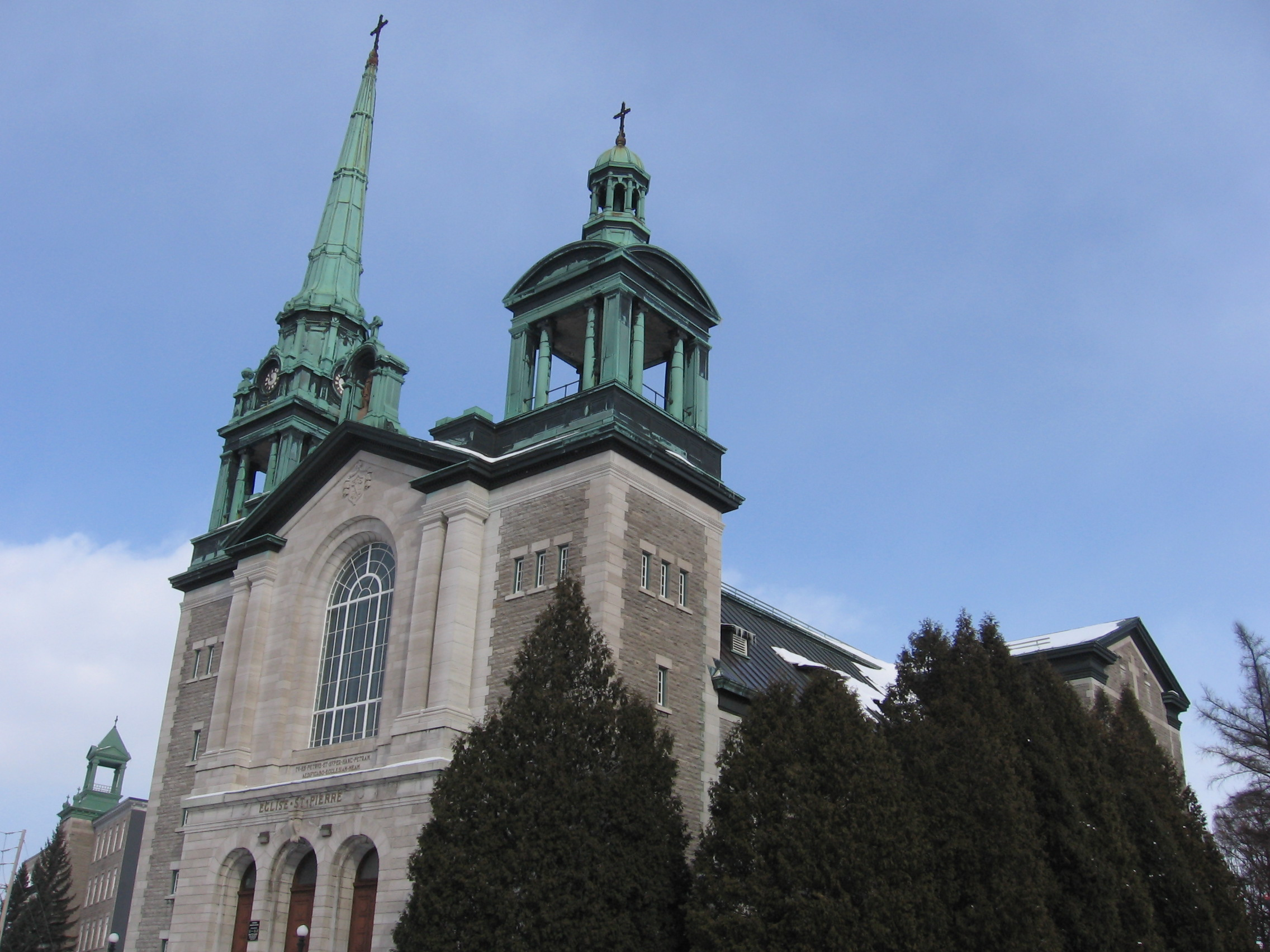
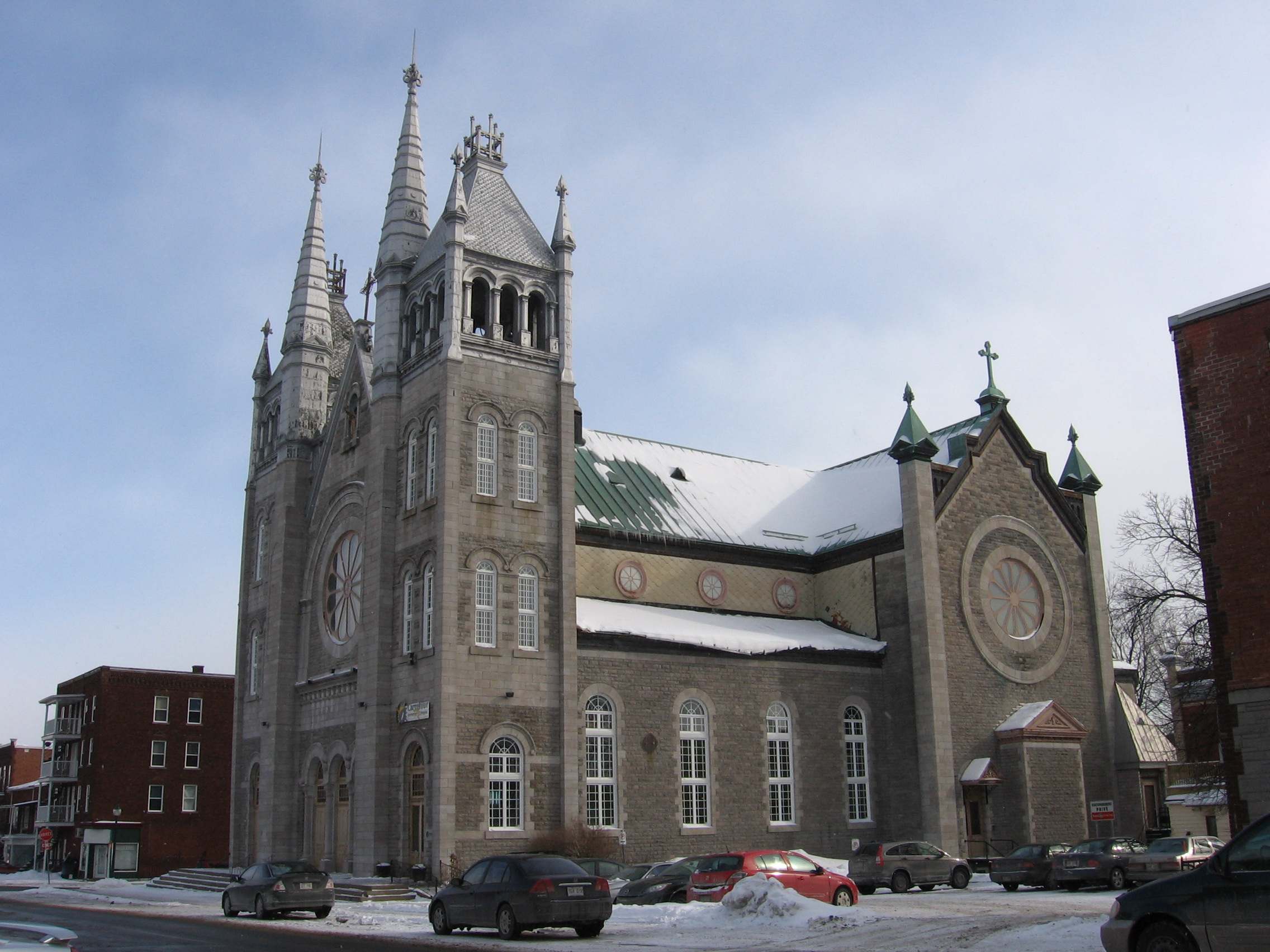
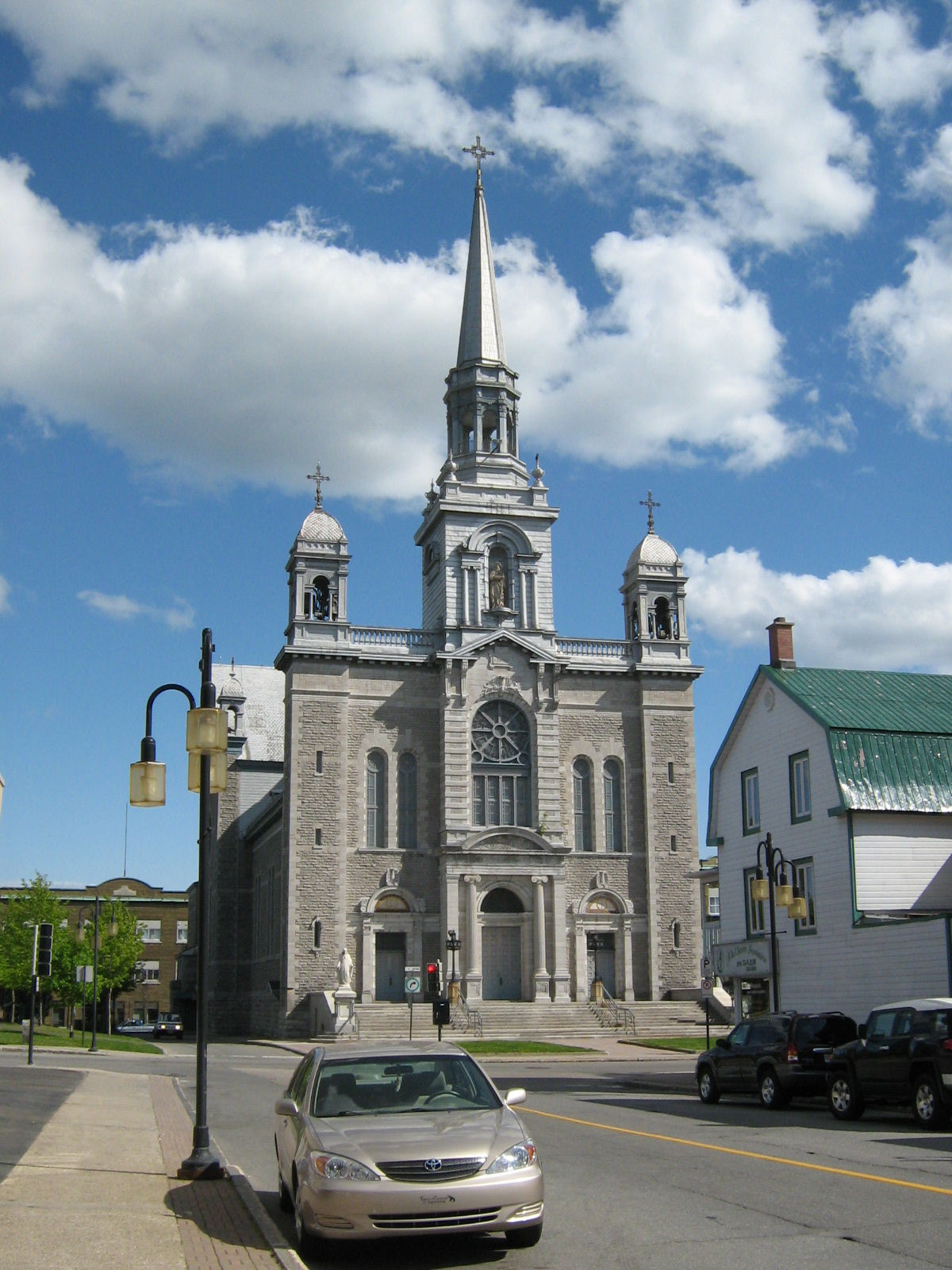
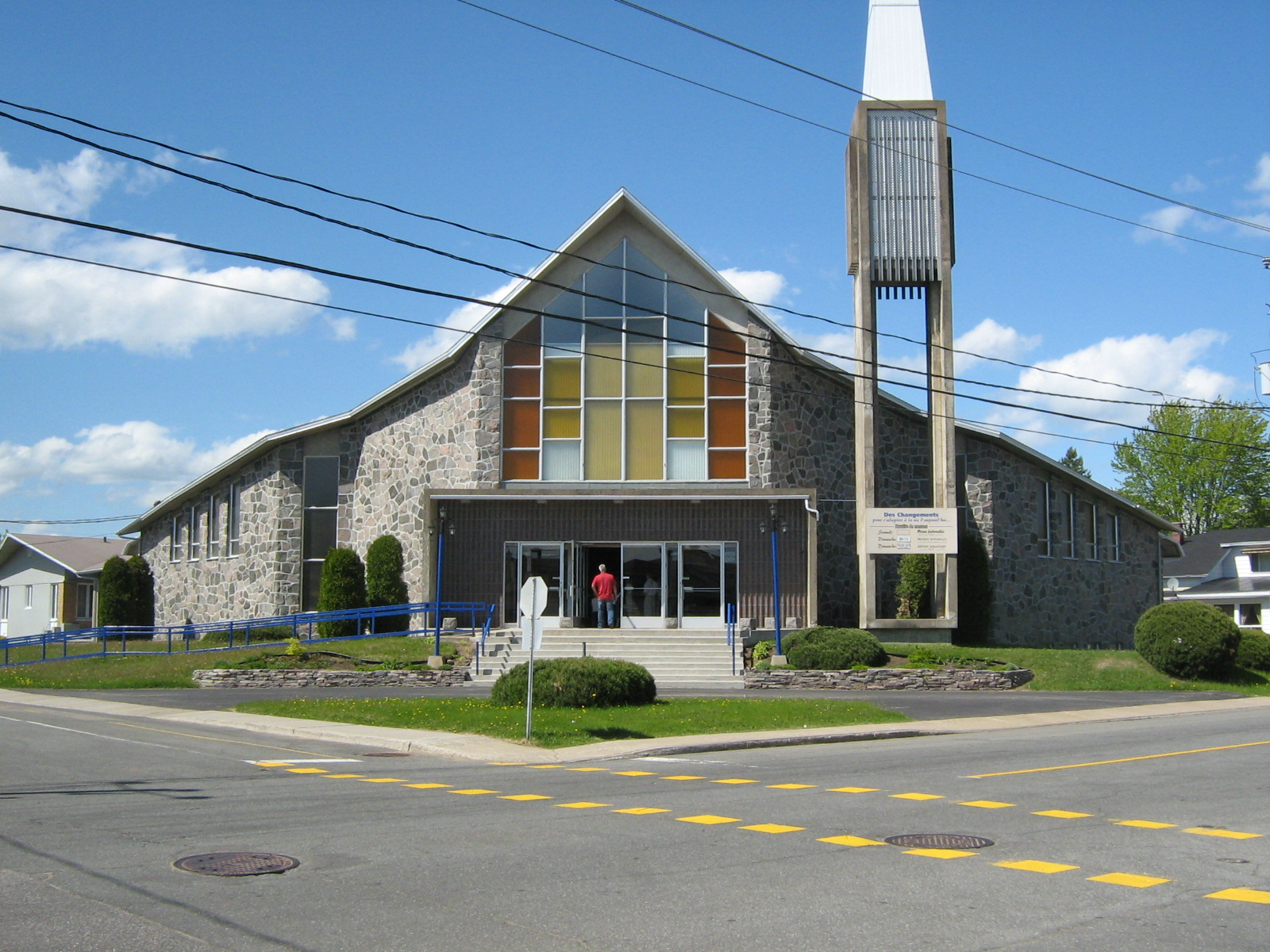
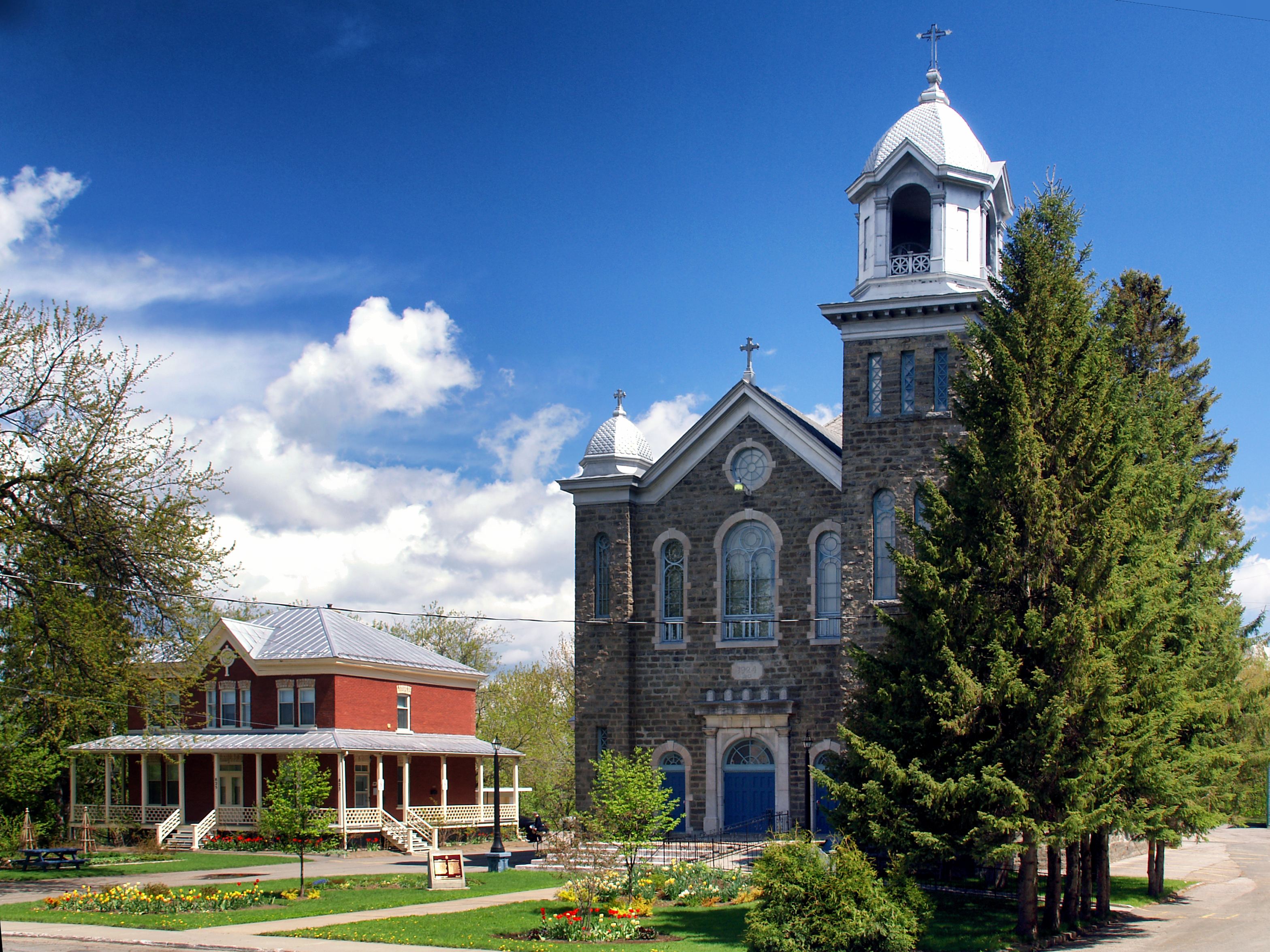
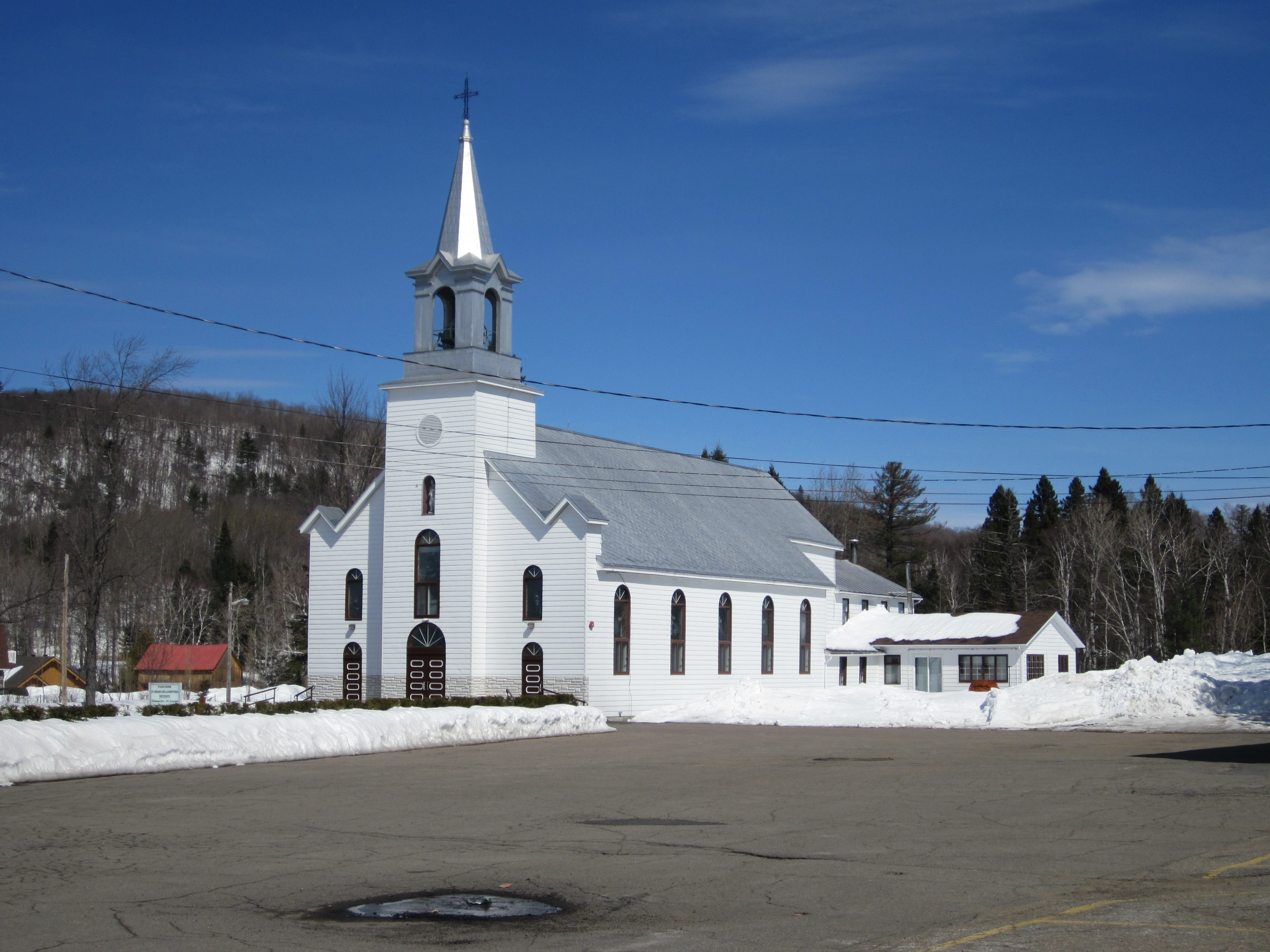
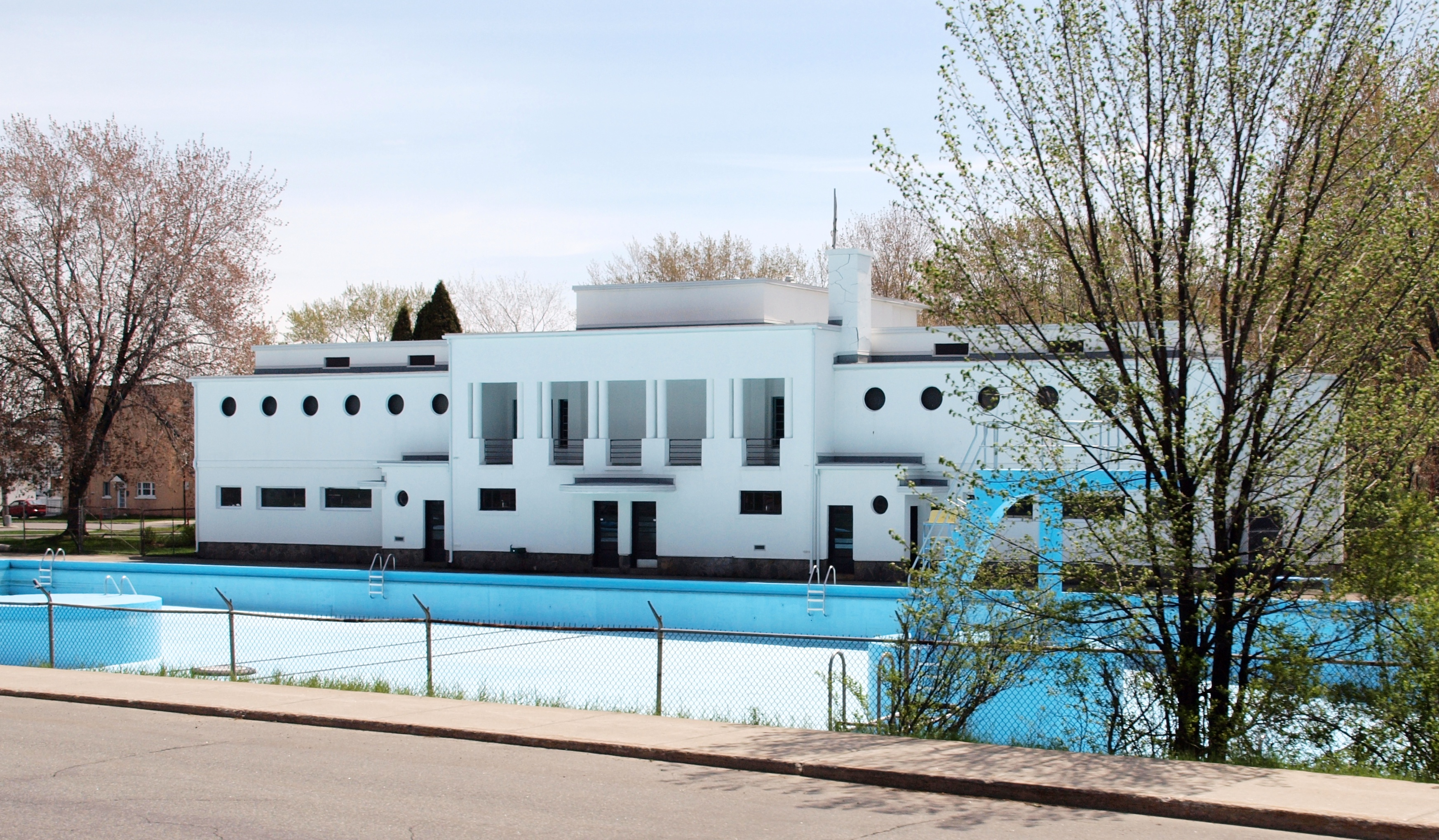
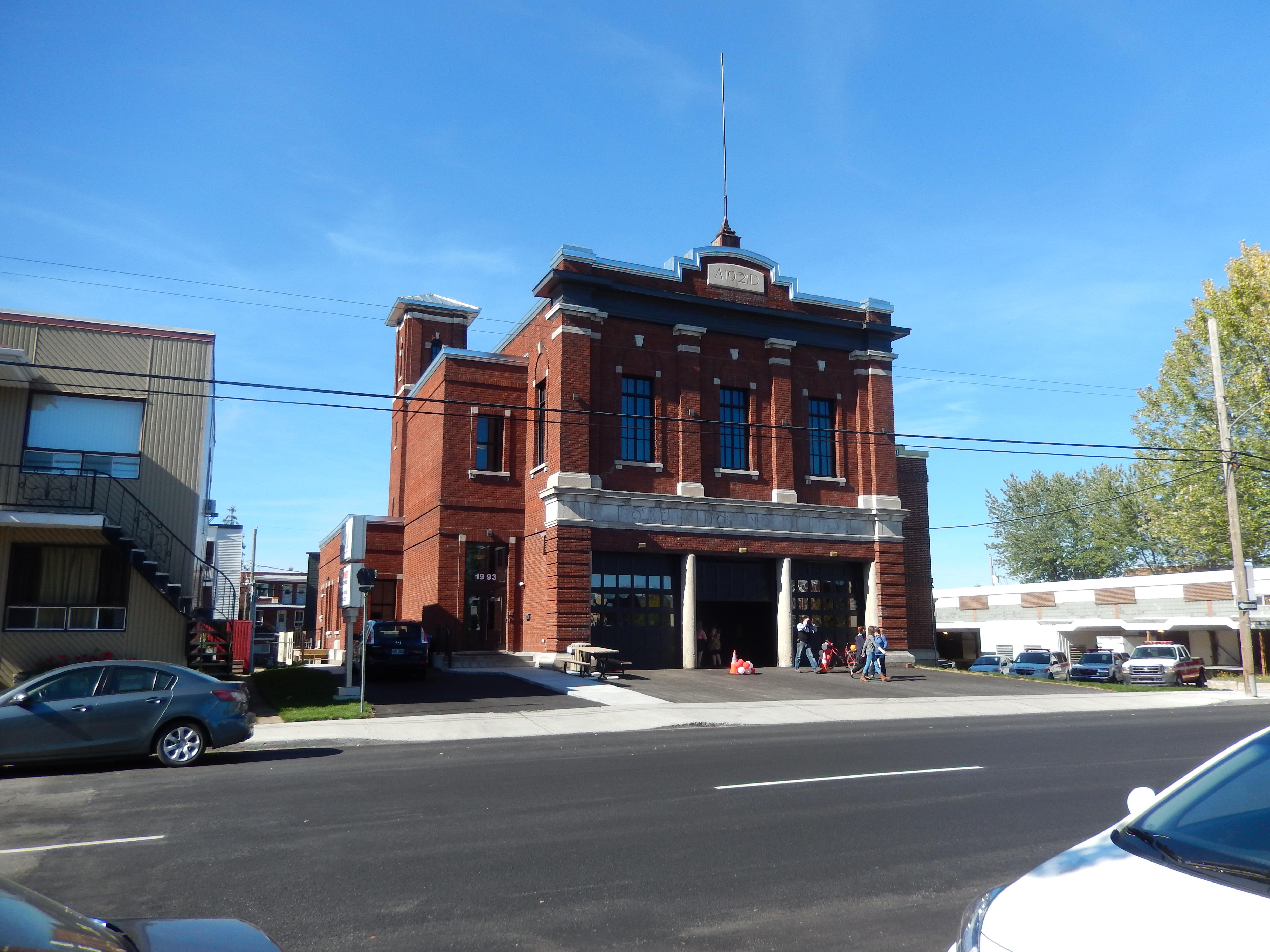
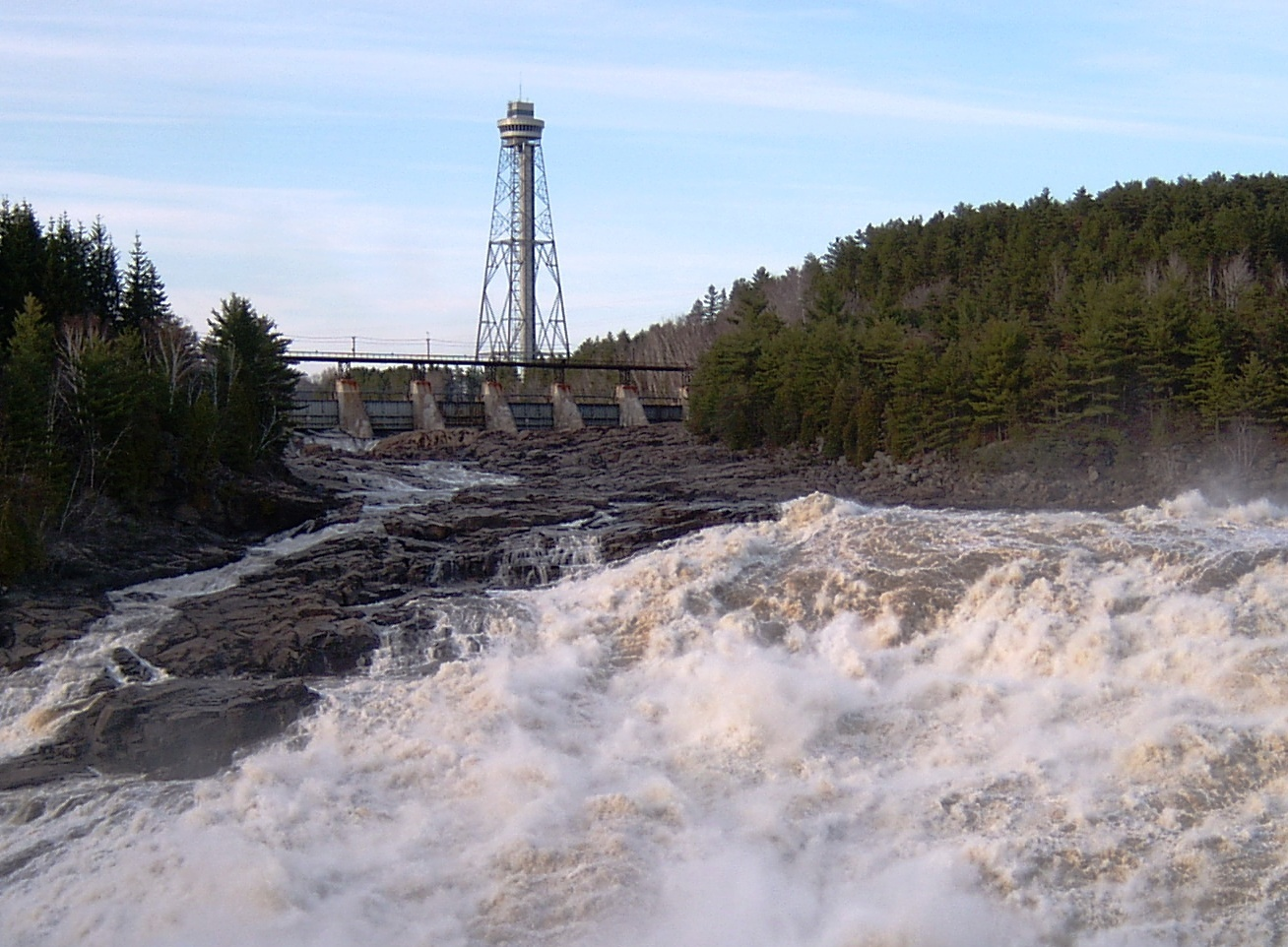

## Клімат
| Клімат Shawinigan       | Клімат Shawinigan | Клімат Shawinigan | Клімат Shawinigan | Клімат Shawinigan | Клімат Shawinigan | Клімат Shawinigan | Клімат Shawinigan | Клімат Shawinigan | Клімат Shawinigan | Клімат Shawinigan | Клімат Shawinigan | Клімат Shawinigan | Клімат Shawinigan |
| Показник                | Січ.              | Лют.              | Бер.              | Квіт.             | Трав.             | Черв.             | Лип.              | Серп.             | Вер.              | Жовт.             | Лист.             | Груд.             | Рік               |
| Абсолютний максимум, °C | 10,5              | 9,4               | 17,8              | 31,0              | 33,9              | 35,6              | 36,7              | 37,2              | 32,8              | 30,0              | 19,4              | 11,1              | 37,2              |
| Середній максимум, °C   | −8                | −5,2              | 1,1               | 9,3               | 18,1              | 22,8              | 25,1              | 23,6              | 17,8              | 11,1              | 3,1               | −4,3              | 9,6               |
| Середня температура, °C | −13,2             | −10,6             | −4                | 4,2               | 12,0              | 17,1              | 19,6              | 18,3              | 12,9              | 6,8               | −0,4              | −8,7              | 4,5               |
| Середній мінімум, °C    | −18,3             | −16               | −9,2              | −0,9              | 5,8               | 11,3              | 14,1              | 13,0              | 8,0               | 2,5               | −4                | −13,1             | −0,6              |
| Абсолютний мінімум, °C  | −47               | −37,8             | −33,9             | −24,4             | −7,2              | −2,8              | −0,6              | 1,0               | −6,7              | −11,1             | −25               | −42,2             | −47               |
| Норма опадів, мм        | 78.9              | 60.1              | 73.5              | 81.1              | 97.6              | 101.6             | 107.6             | 103.0             | 99.3              | 92.5              | 82.5              | 91.0              | 1068.6            |
| Днів з опадами          | 12,4              | 9,1               | 10,0              | 11,2              | 12,5              | 13,3              | 13,3              | 13,0              | 12,6              | 11,9              | 11,1              | 13,1              | 143,4             |
| Днів з дощем            | 1,5               | 1,1               | 4,0               | 9,6               | 12,5              | 13,3              | 13,3              | 13,0              | 12,6              | 11,7              | 6,3               | 2,6               | 101,3             |
| Днів зі снігом          | 11,4              | 8,0               | 6,0               | 2,1               | 0,2               | 0,0               | 0,0               | 0,0               | 0,0               | 0,3               | 4,7               | 10,7              | 43,5              |
| ----------------------- | ----------------- | ----------------- | ----------------- | ----------------- | ----------------- | ----------------- | ----------------- | ----------------- | ----------------- | ----------------- | ----------------- | ----------------- | ----------------- |

## Міста-побратими
- Гамільтон, Канада
- Монтеррей, Мексика